# Еленовка (Воронежская область)
Еленовка — село в Россошанском районе Воронежской области.
Входит в состав Шрамовского сельского поселения.

## География

### Улицы
- ул. Красноармейская
- ул. Мира
- ул. Нагорная
- ул. Советская
- ул. Степная
- ул. Центральная

## История
Первоначально называлось — хутор Могильный, Могильная, Могильновка. Основано в середине XVIII века. 
В 1924—1928 годах входило в состав Богучарского и Россошанского уездов Воронежской губернии.
С июля 1942 года по январь 1943 год село Еленовка было оккупировано немецкими войсками.

## Население
| 1859 | 1897  | 2010 |
| ---- | ----- | ---- |
| 1175 | ↘1039 | ↘350 |

## Инфраструктура
В селе находятся — средняя школа, Дом культуры, фельдшерско-акушерский пункт.